# Попице
Попѝце (на полски: Popice) е махала на село Залеше Шльонске в Южна Полша, Ополско войводство, Стшелецки окръг, Община Лешница.